# Millac
Pour les articles homonymes, voir Millac (homonymie).
Millac est une commune du Centre-Ouest de la France, située dans le département de la Vienne en région Nouvelle-Aquitaine.

## Géographie

### Localisation et accès
Millac est située au sud-est de la Vienne, à la frontière de la Charente.

### Communes limitrophes
|                    | L'Isle-Jourdain             | Mouterre-sur-Blourde |
| Le Vigeant         | Millac                      | Luchapt              |
| Availles-Limouzine | Abzac (Charente) (sur 50 m) | Asnières-sur-Blour   |

### Climat
Pour des articles plus généraux, voir Climat de la Nouvelle-Aquitaine et Climat de la Vienne.
Historiquement, la commune est exposée à un climat océanique limousin.  
En 2020, Météo-France publie une typologie des climats de la France métropolitaine dans laquelle la commune est exposée à un climat océanique altéré et est dans la région climatique  Poitou-Charentes, caractérisée par un bon ensoleillement, particulièrement en été et des vents modérés.
Pour la période 1971-2000, la température annuelle moyenne est de 11,5 °C, avec une amplitude thermique annuelle de 15 °C. Le cumul annuel moyen de précipitations est de 866 mm, avec 11,8 jours de précipitations en janvier et 7,2 jours en juillet. Pour la période 1991-2020, la température moyenne annuelle observée sur la station météorologique la plus proche, située sur la commune du Vigeant à 4,83 km à vol d'oiseau, est de 0,0 °C et le cumul annuel moyen de précipitations est de 0,0 mm,. Pour l'avenir, les paramètres climatiques de la commune estimés pour 2050 selon différents scénarios d’émission de gaz à effet de serre sont consultables sur un site dédié publié par Météo-France en novembre 2022.

## Urbanisme

### Typologie
Au 1er janvier 2024, Millac est catégorisée commune rurale à habitat très dispersé, selon la nouvelle grille communale de densité à sept niveaux définie par l'Insee en 2022.
Elle est située hors unité urbaine et hors attraction des villes,.

### Occupation des sols
L'occupation des sols de la commune, telle qu'elle ressort de la base de données européenne d’occupation biophysique des sols Corine Land Cover (CLC), est marquée par l'importance des territoires agricoles (86,5 % en 2018), en diminution par rapport à 1990 (87,6 %). La répartition détaillée en 2018 est la suivante : 
prairies (37 %), terres arables (34,5 %), zones agricoles hétérogènes (15,1 %), forêts (10,4 %), eaux continentales (1,8 %), zones urbanisées (0,9 %), mines, décharges et chantiers (0,4 %). L'évolution de l’occupation des sols de la commune et de ses infrastructures peut être observée sur les différentes représentations cartographiques du territoire : la carte de Cassini (XVIIIe siècle), la carte d'état-major (1820-1866) et les cartes ou photos aériennes de l'IGN pour la période actuelle (1950 à aujourd'hui).

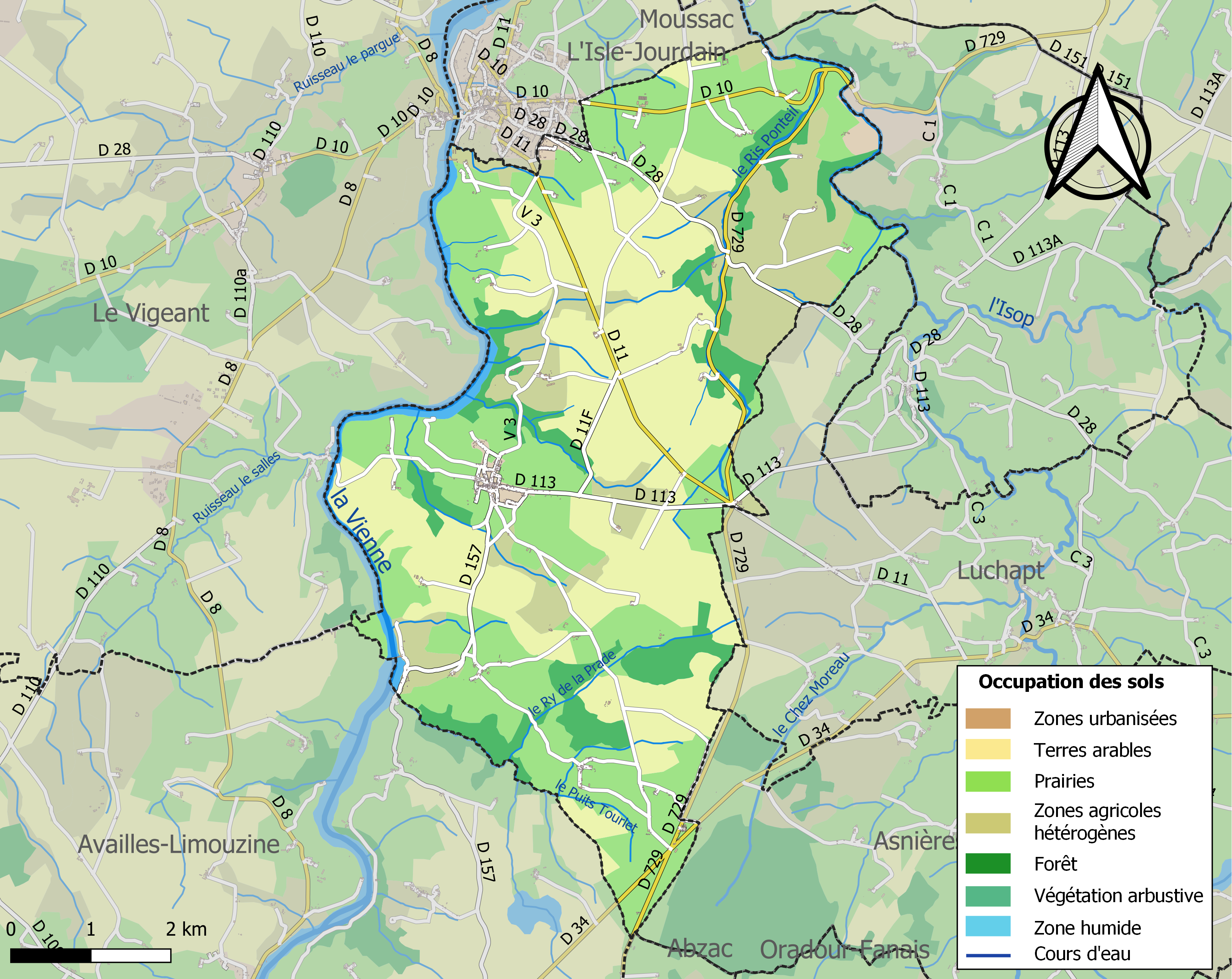
Carte des infrastructures et de l'occupation des sols de la commune en 2018 (CLC).

### Risques majeurs
Le territoire de la commune de Millac est vulnérable à différents aléas naturels : météorologiques (tempête, orage, neige, grand froid, canicule ou sécheresse), inondations, mouvements de terrains et séisme (sismicité faible). Il est également exposé à deux risques technologiques,  le transport de matières dangereuses et la rupture d'un barrage, et à un risque particulier : le risque de radon. Un site publié par le BRGM permet d'évaluer simplement et rapidement les risques d'un bien localisé soit par son adresse soit par le numéro de sa parcelle.

#### Risques naturels
Certaines parties du territoire communal sont susceptibles d’être affectées par le risque d’inondation par débordement de cours d'eau, notamment la Vienne et la Blourde. La commune a été reconnue en état de catastrophe naturelle au titre des dommages causés par les inondations et coulées de boue survenues en 1982, 1993, 1999 et 2010,. Le risque inondation est pris en compte dans l'aménagement du territoire de la commune par le biais du plan de prévention des risques inondation (PPRI) de la « vallée de la Vienne "amont" - Section Availles-Limouzine/Valdivienne », approuvé le 24 décembre 2009 et par le PPRI « Vienne Communauté de Communes Vienne et Gartempe (CCVG) », prescrit le 28 janvier 2021.

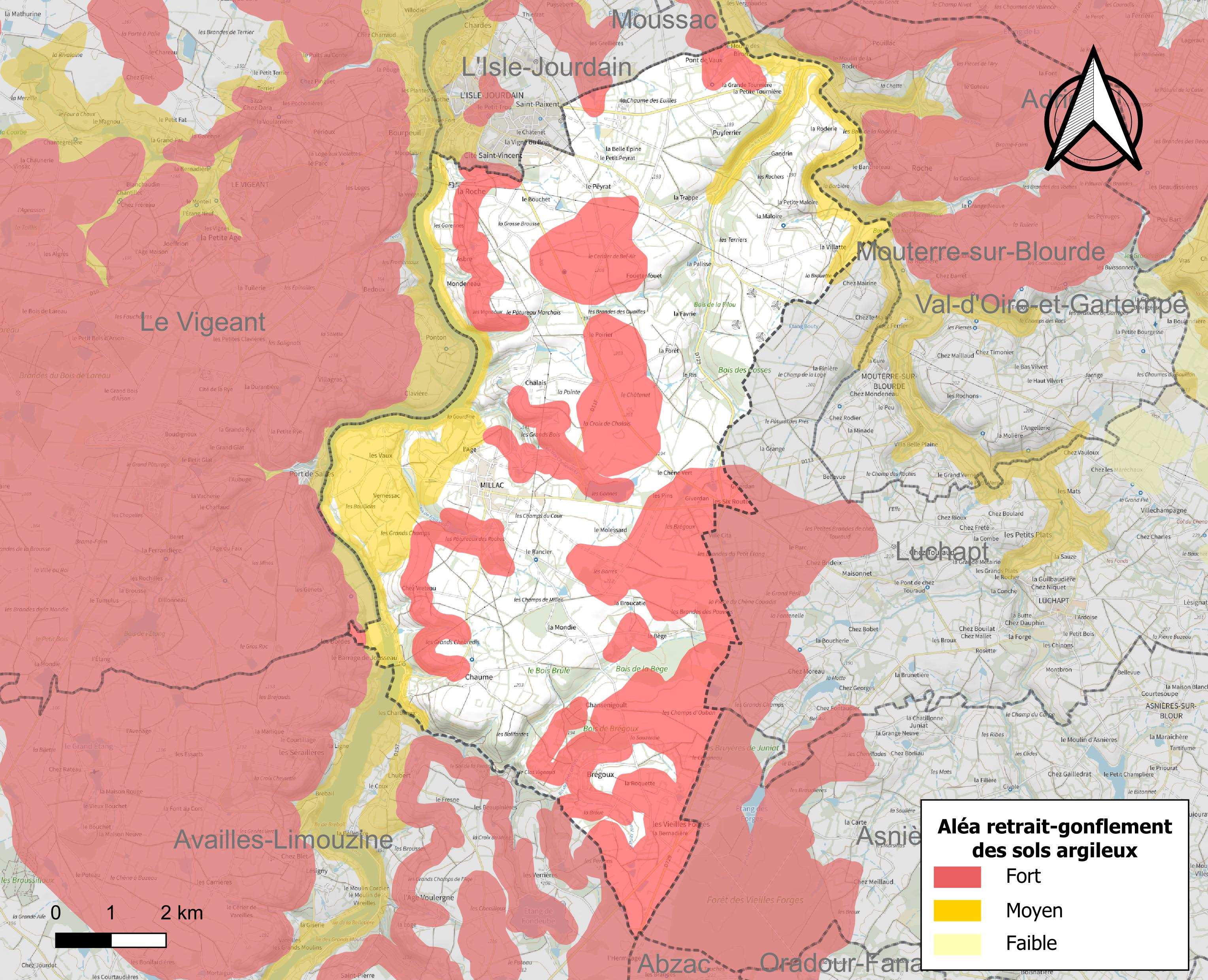
Carte des zones d'aléa retrait-gonflement des sols argileux de Millac.

Les mouvements de terrains susceptibles de se produire sur la commune sont des tassements différentiels. Le retrait-gonflement des sols argileux est susceptible d'engendrer des dommages importants aux bâtiments en cas d’alternance de périodes de sécheresse et de pluie. 46 % de la superficie communale est en aléa moyen ou fort (79,5 % au niveau départemental et 48,5 % au niveau national). Depuis le 1er octobre 2020, en application de la loi ÉLAN, différentes contraintes s'imposent aux vendeurs, maîtres d'ouvrages ou constructeurs de biens situés dans une zone classée en aléa moyen ou fort,.
La commune a été reconnue en état de catastrophe naturelle au titre des dommages causés par la sécheresse en 2016, 2019 et 2020 et par des mouvements de terrain en 1999 et 2010.

#### Risque technologique
La commune est en outre située en aval des barrages de Lavaud-Gelade et de Vassivière dans la Creuse, des ouvrages de classe A. À ce titre elle est susceptible d’être touchée par l’onde de submersion consécutive à la rupture d'un de ces ouvrages.

#### Risque particulier
Dans plusieurs parties du territoire national, le radon, accumulé dans certains logements ou autres locaux, peut constituer une source significative d’exposition de la population aux rayonnements ionisants. Selon la classification de 2018, la commune de Millac est classée en zone 3, à savoir zone à potentiel radon significatif.

## Toponymie
Le nom du village proviendrait de l'anthroponyme gallo-romain Aemilius (Émile) avec le suffixe latin de propriété -acum, signifiant domaine d'Émile.

## Histoire
Pendant la Seconde Guerre mondiale, plusieurs policiers des Renseignements généraux de Poitiers résistaient, affiliés au réseau Éleuthère. Parmi eux, se trouvaient Antoine Cantin, Mosellan, inspecteur né en 1919 et affilié aux MUR, qui avertissaient les résistants menacés, et infiltraient les collaborateurs pour retrouver ceux qui s’infiltraient dans les mouvements de résistance. Son collègue Henri Guibert résiste lui aussi, ainsi que leur adjointe Fernande Gaillard, niçoise. Ils ralentissent et sabotent l’action des services de répression contre la Résistance. À la mi-juillet, ils sont envoyés par leur supérieur vérifier des dénonciations à L'Isle-Jourdain ; ils se présentent au chef du maquis, qui les chasse et arrête Fernande Gaillard, puis Antoine Cantin deux jours plus tard. Sans chercher à vérifier si les deux policiers appartiennent à la Résistance, le chef du maquis, le capitaine Blondel alias Michel, les fait juger et fusiller le 17 juillet. Ils n’ont pas pu prévenir les gendarmes de l'Isle-Jourdain, qui étaient favorables à la Résistance et avaient été dénoncés ; ils sont arrêtés et meurent en déportation, C’est Guibert, déporté et évadé de Buchenwald qui enquête à partir de 1947 sur Blondel, devenu lieutenant-colonel dans l’armée. Il est soutenu par les anciens du réseau Éleuthère et le journal Le Républicain lorrain. En 1949, Antoine Cantin est réhabilité et le ministère de la Guerre lui attribue la Croix de guerre à titre posthume. Il continue son enquête pour retrouver Fernande Gaillard, portée disparue, et la retrouve seulement en 1962 au cimetière de Millac, où elle a été enterrée comme inconnue le 23 juillet 1944. Des enquêtes sont menées, l’ancien chef du maquis interrogé, qui répond se souvenir de l’affaire mais « estime qu’elle n’a pas le droit à la mention Mort pour la France », ce qui aurait été reconnaître son erreur. C’est un historien, Luc Rudolph, qui reprend le dossier en 2015 et obtient la réhabilitation de Fernande Gaillard en 2017 auprès de l’ONAC ; elle obtient la mention Mort pour la France, son nom est gravé sur le monument aux morts de la commune de Millac, et la médaille d'or de la police nationale, reçue par sa petite-fille en 2018.

## Politique et administration

### Liste des maires
| Période   | Période   | Identité              | Étiquette | Qualité |
| --------- | --------- | --------------------- | --------- | ------- |
| mars 2001 | mars 2008 | Jean-Pierre Dardillac |           |         |
| mars 2008 | En cours  | Danielle Maytraud     |           |         |

### Instances judiciaires et administratives
La commune relève du tribunal d'instance de Poitiers, du tribunal de grande instance de Poitiers, de la cour d'appel  de Poitiers, du tribunal pour enfants de Poitiers, du conseil de prud'hommes de Poitiers, du tribunal de commerce de Poitiers, du tribunal administratif de Poitiers et de la cour administrative d'appel  de  Bordeaux,  du tribunal des pensions de Poitiers, du tribunal des affaires de la Sécurité sociale de la Vienne, de la cour d’assises de la Vienne.

### Services publics
Les réformes successives de La Poste ont conduit à la fermeture de nombreux bureaux de poste ou à leur transformation en simple relais. Toutefois, la commune a pu maintenir le sien.

## Démographie
L'évolution du nombre d'habitants est connue à travers les recensements de la population effectués dans la commune depuis 1793. Pour les communes de moins de 10 000 habitants, une enquête de recensement portant sur toute la population est réalisée tous les cinq ans, les populations de référence des années intermédiaires étant quant à elles estimées par interpolation ou extrapolation. Pour la commune, le premier recensement exhaustif entrant dans le cadre du nouveau dispositif a été réalisé en 2006.

En 2022, la commune comptait 467 habitants, en évolution de −15,7 % par rapport à 2016 (Vienne : +0,6 %, France hors Mayotte : +2,11 %).
| 1793 | 1800 | 1806 | 1821  | 1831  | 1836  | 1841  | 1846  | 1851  |
| ---- | ---- | ---- | ----- | ----- | ----- | ----- | ----- | ----- |
| 754  | 977  | 795  | 1 021 | 1 129 | 1 176 | 1 079 | 1 146 | 1 210 |

| 1856  | 1861 | 1866  | 1872  | 1876  | 1881  | 1886  | 1891  | 1896  |
| ----- | ---- | ----- | ----- | ----- | ----- | ----- | ----- | ----- |
| 1 256 | 990  | 1 008 | 1 046 | 1 052 | 1 068 | 1 140 | 1 177 | 1 150 |

| 1901  | 1906  | 1911  | 1921  | 1926  | 1931 | 1936 | 1946 | 1954 |
| ----- | ----- | ----- | ----- | ----- | ---- | ---- | ---- | ---- |
| 1 160 | 1 146 | 1 111 | 1 103 | 1 059 | 936  | 973  | 974  | 902  |

| 1962 | 1968 | 1975 | 1982 | 1990 | 1999 | 2006 | 2011 | 2016 |
| ---- | ---- | ---- | ---- | ---- | ---- | ---- | ---- | ---- |
| 806  | 692  | 662  | 598  | 579  | 588  | 527  | 505  | 554  |

| 2021 | 2022 | - | - | - | - | - | - | - |
| ---- | ---- | - | - | - | - | - | - | - |
| 495  | 467  | - | - | - | - | - | - | - |

En 2008, selon l’Insee, la densité de population de la commune était de 13 hab./km2 contre 61 hab./km2 pour le département, 68 hab./km2 pour la région Poitou-Charentes et 115 hab./km2 pour la France.
La diminution de 11 % de la population de la commune de 1999 à 2006 s’intègre dans une évolution générale à l’ensemble des communes rurales du département de la Vienne. Les zones rurales perdent de leurs habitants au profit d’une vaste région circonscrite autour des deux grandes métropoles du département : Poitiers et Châtellerault, et plus particulièrement au profit des cantons limitrophes de la préfecture.

## Économie
Selon la direction régionale de l'Alimentation, de l'Agriculture et de la Forêt de Poitou-Charentes, il n'y a plus que 29 exploitations agricoles en 2010 contre 37 en 2000.
Les surfaces agricoles utilisées ont paradoxalement augmenté de 9 % et sont passées de 2 478 hectares en 2000 à 2 712 hectares en 2010. Ces chiffres indiquent une concentration des terres sur un nombre plus faible d’exploitations. Cette tendance est conforme à l’évolution  constatée sur tout le département de la Vienne puisque de 2000 à 2007, chaque exploitation a gagné en moyenne 20 hectares.
27 % des surfaces agricoles sont destinées à la culture des céréales (blé tendre essentiellement mais aussi orges et maïs), 12 % pour les oléagineux (colza et tournesol), 1 % pour les protéagineux, 30 % pour le fourrage et 25 % restent en herbes.
Huit exploitations en 2010 (contre onze en 2000) abritent un élevage de bovins (825 têtes en 2010 contre 513 têtes en 2000). Seize exploitations en 2010 (contre 29 en 2000) abritent un élevage important d'ovins (6 988 têtes en 2010 contre 11 115 têtes en 2000). Cette évolution est conforme à la tendance globale du département de la Vienne. En effet, le troupeau d’ovins, exclusivement destiné à la production de viande, a diminué de 43,7 % de 1990 à 2007. En 2011, le nombre de têtes dans le département de la Vienne était de 214 300 têtes. L'élevage de volailles a disparu au cours de cette décennie (559 têtes  réparties sur 22 exploitations).

## Culture locale et patrimoine

### Lieux et monuments
- Église Saint-Gervais-et-Saint-Protais de Millac. Elle est inscrite à l'Inventaire général du patrimoine culturel[35].

#### Le vallon du puits du Tourlet
Le vallon, qui est une zone naturelle d'intérêt écologique, faunistique et floristique (ZNIEFF),au fond duquel coule le ruisseau du Puits de Tourlet est situé dans l’extrême sud-est du département de la Vienne entre l’Isle-Jourdain et Availles-Limouzine, sur la rive droite de la Vienne. Le vallon est d’orientation générale ouest-est.
Le vallon aux sols acides,  présente des versants pentus aux expositions très contrastées - majoritairement sud ou sud-ouest sur la rive droite et nord ou nord-est pour la rive gauche - générant des micro-climats tranchés.
De ce fait, la forêt qui s’étage le long des versants, a adopté un boisement diversifié : une chênaie acidophile à Chêne pédonculé sur les sols à tendance sableuse et peu profonds des pentes raides, une chênaie-charmaie sur les substrats plus argileux des bas de versants et une aulnaie-frênaie en fond de thalweg dans la zone d’influence de la nappe du ruisseau.
La strate herbacée mélange de nombreuses plantes sylvatiques banales avec des espèces à affinités submontagnardes comme :
- le Myosotis des bois,
- le Compagnon rouge,
- la Jacinthe des bois,
- l’Ornithogale des Pyrénées,
- l’Aconit tue-loup : il s’agit d’une robuste Renonculacée dont la tige, haute jusqu’à un mètre, porte de grandes feuilles profondément divisées et produit à partir du mois de juin une grappe plus ou moins rameuse de fleurs jaune pâle en forme de casque allongé très caractéristiques. Elle est répandue dans les Pyrénées, les Alpes et le Massif central mais rarissime dans les plaines atlantiques. En Poitou-Charentes, l’aconit se trouve dans des sites très dispersés, presque tous situés dans la partie granitique du département de la Vienne (quelques très rares cas sont connus sur calcaire toutefois comme à Ligugé), toujours en situation fraîche, en général en fond de vallons ombragés ou en bordure de ruisseaux ou de petites rivières.
- la Scille à deux feuilles est abondante sur le site. Répandue dans l’Est et le Centre de la France, elle se raréfie fortement vers l’ouest et s’arrête à la vallée de la Vienne qui constitue dans la région sa limite géographique naturelle.

### Articles de Wikipédia
- Liste des communes de la Vienne
- Anciennes communes de la Vienne
- Croissant (Occitanie)

## Sources